# Мото Гран-Прі Іспанії

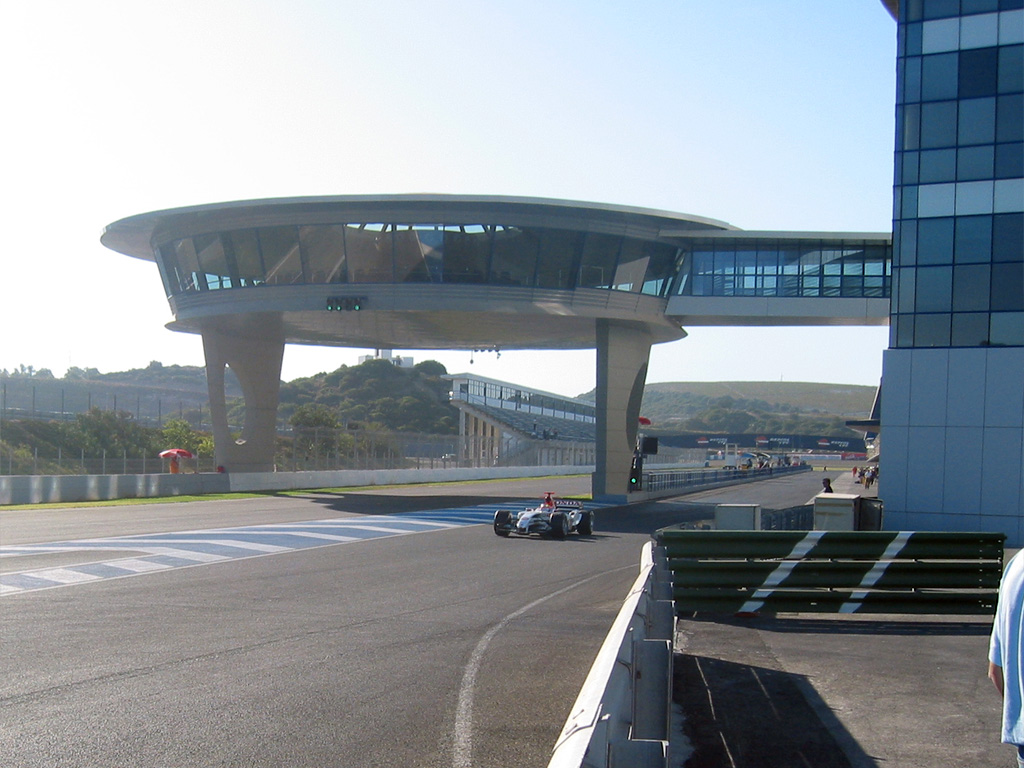
Траса Херес

Мо́то Гран-Прі Іспа́нії (ісп. Gran Premio de España de Motociclismo) — етап змагань Чемпіонату світу із шосейно-кільцевих мотогонок у класі MotoGP. Перші змагання відбулися 1950 року. Перший етап серії MotoGP пройшов 1951 року, відтоді гонки відбуваються щороку, за винятком сезонів 1956-1960 років. З 1989 року проходять виключно на трасі Херес, де відбувались також у 1987 році.
Траса розташована в невеликій долині на півдні Іспанії, у Хересі постійно гарна погода і красиві пейзажі. Численні трибуни забезпечуючи ідеальне місце для перегляду до 250 000 глядачів.

## Переможці Гран-Прі Іспанії
| Сезон | MotoE              | Moto3          | Moto2                | MotoGP           | Звіт |
| ----- | ------------------ | -------------- | -------------------- | ---------------- | ---- |
| 2021  | Алессандро Закконе | Педро Акоста   | Фабіо Ді Джанантоніо | Джек Міллер      | Звіт |
| 2020  | Ерік Гранадо       | Альберт Аренас | Лука Маріні          | Фабіо Квартараро | Звіт |

| Сезон | Moto3             | Moto2               | MotoGP                  | Звіт |
| ----- | ----------------- | ------------------- | ----------------------- | ---- |
| 2019  | Нікколо Антонеллі | Лоренцо Балдассаррі | Марк Маркес             | Звіт |
| 2018  | Філіп Оттль       | Лоренцо Балдассаррі | Марк Маркес             | Звіт |
| 2017  | Арон Кане         | Алекс Маркес        | Дані Педроса            | Звіт |
| 2016  | Бред Біндер       | Сем Лоус            | Валентіно Россі         | Звіт |
| 2015  | Данні Кент        | Йонас Фольгер       | Хорхе Лоренсо           | Звіт |
| 2014  | Романо Фенаті     | Міка Калліо         | Марк Маркес             | Звіт |
| 2013  | Маверік Віньялес  | Естів Рабат         | Дані Педроса            | Звіт |
| 2012  | Романо Фенаті     | Пол Еспаргаро       | Кейсі Стоунер           | Звіт |
| Сезон | 125cc             | Moto2               | MotoGP                  | Звіт |
| 2011  | Ніко Тероль       | Андреа Янноне       | Хорхе Лоренсо           | Звіт |
| 2010  | Пол Еспаргаро     | Тоні Еліас          | Хорхе Лоренсо           | Звіт |
| Сезон | 125cc             | 250cc               | MotoGP                  | Звіт |
| 2009  | Бредлі Сміт       | Хіросі Аояма        | Валентіно Россі         | Звіт |
| 2008  | Сімоне Корсі      | Міка Калліо         | Дані Педроса            | Звіт |
| 2007  | Габор Талмаші     | Хорхе Лоренсо       | Валентіно Россі         | Звіт |
| 2006  | Альваро Баутіста  | Хорхе Лоренсо       | Лоріс Капіроссі         | Звіт |
| 2005  | Марко Сімончеллі  | Дані Педроса        | Валентіно Россі         | Звіт |
| 2004  | Марко Сімончеллі  | Роберто Ролфо       | Сете Жібернау           | Звіт |
| 2003  | Лючіо Чекінелло   | Тоні Еліас          | Валентіно Россі         | Звіт |
| 2002  | Лючіо Чекінелло   | Фонсі Ньєтто        | Валентіно Россі         | Звіт |
| Сезон | 125cc             | 250cc               | 500cc                   | Звіт |
| 2001  | Масао Азума       | Дайдзіро Като       | Валентіно Россі         | Звіт |
| 2000  | Еміліо Альзамора  | Ральф Вальдман      | Кенні Робертс, молодший | Звіт |
| 1999  | Масао Азума       | Валентіно Россі     | Алекс Крівіль           | Звіт |
| 1998  | Казуто Саката     | Лоріс Капіроссі     | Алекс Крівіль           | Звіт |
| 1997  | Валентіно Россі   | Ральф Вальдман      | Алекс Крівіль           | Звіт |
| 1996  | Харучіка Аокі     | Макс Бьяджі         | Мік Дуейн               | Звіт |
| 1995  | Харучіка Аокі     | Тетсуї Харада       | Альберто Пуїг           | Звіт |
| 1994  | Казуто Саката     | Жан Філіп Руджія    | Мік Дуейн               | Звіт |
| 1993  | Казуто Саката     | Тетсуї Харада       | Кевін Швантс            | Звіт |
| 1992  | Ральф Вальдман    | Лоріс Реджіані      | Мік Дуейн               | Звіт |
| 1991  | Нобору Уеда       | Гельмут Брадль      | Мік Дуейн               | Звіт |
| 1990  | Хорхе Мартінес    | Джон Кочінскі       | Вейн Гарднер            | Звіт |